# Wählergemeinschaft LUL Nordwestmecklenburg
Die Wählergemeinschaft LUL Nordwestmecklenburg (Akronym für Landwirte / Unternehmer / Ländlicher Raum) ist eine Wählergemeinschaft  im Landkreis Nordwestmecklenburg, die mit 4 Mandatsträgern im Kreistag von Nordwestmecklenburg vertreten ist.

## Ziele
Die Fraktion der Wählergemeinschaft steht nach eigenen Angaben für Sachpolitik zum Wohle des Landkreises. Gleichwertige Lebensbedingungen für den ländlichen Raum sowie für die Städte im Kreisgebiet sind das Ziel der inhaltlichen Arbeit.

## Wahlen
Bei der Kommunalwahl am 9. Juni 2024 erreichte die LUL ein Ergebnis von 6,9 % und ist damit mit 4 Mandatsträgern im Kreistag von Nordwestmecklenburg vertreten.  Im Kreistag wurde mit der Piratenpartei Deutschland die Fraktion LUL/PIRATEN gebildet. Zum Fraktionsvorsitzenden wurde Ditmar Hocke gewählt.